# Li (narod)
Li (Hlai), narod u središnjim i južnim predjelima otoka Hainanu pred južnom obalom Kine. Članovi su posebne narodnosne i jezične skupine Hlai, tajske etnolingvističke porodice, čiji su se preci pred nekih 3,000 godina doselili na otok s obližnjeg kineskog kopna. Li Deyu, kineski premijer koji je za vrijeme dinastije Tang (618 - 907) bio izgnan na Hainan, opisao ga je kao 'vrata pakla'. 
Li su podijeljeni na nekoliko skupina koje se međusobno razlikuju po dijalektima i običajima. To su Bendi Li, ribari i lovci, politeisti i animisti; Ha Li. najveća grupa; Jiamao Li, koji govore poseban jezik, a ostali Li nazivaju ih Kamau, dok oni sami sebe zovu Tai, u značenju  'ljudi' . Meifu Li žive duž desne obale rijeke Changhua i okruzima Cheyi i Dongfang. Qi Li su druga najbrojnija grupa. Žive u zabačenim brdovitim selima, dok su oni što su ostali u dolinama, sinizirani. 
Li su agrikulturan narod. Uz uzgoj riže, čija žetva zna biti i tri puta godišnje, bave se i ribolovom i lovom.

## Vanjske poveznice
- Li